# Constantin d'Hane-Steenhuyse
Constantin d'Hane-Steenhuyse (1790-1850) est un militaire et homme politique belge.

## Biographie
Constantin est le troisième fils de Jean-Baptiste d'Hane-Steenhuyse (1757-1826). Il est né le 15 novembre 1790. Comme militaire, il fut d'abord au service de la France ; en 1810, il était sous-lieutenant du 5e régiment de hussards. Il fit les campagnes de Russie (1812) et d'Allemagne (1813) et se distingua tout particulièrement, dit le registre matricule de l'armée, aux affaires de Krasnoi, où il contint, à la tête d'un peloton composé de hussards et de chasseurs, une nuée de Cosaques prêts à incendier un pont ; par son intrépidité et plusieurs charges hardies il parvint à conserver ce passage aux corps de cavalerie des généraux Nansouty et Montbrun. Il fut frappé d'une balle au bras et eut son cheval tué sous lui ; cette affaire lui valut les éloges du roi de Naples et de ses chefs. Le général en chef comte Montbrun obtint pour lui à cette occasion la croix de la Légion d'honneur.
Constantin devint adjudant-major le 20 juillet 1813, et aide de camp du général de division commandant le 5e corps, capitaine le 23 mars 1814, major à la division des cuirassiers au service des Pays-Bas en 1815, puis lieutenant-colonel de cavalerie, colonel commandant le 2e chasseurs, le 25 octobre 1830 ; en 1831, il fut chargé d'aller recevoir à la frontière, le roi Léopold Ier, élu roi des Belges ; il devint lieutenant général, inspecteur général de cavalerie, grand écuyer du roi, chef de sa maison militaire et ministre de la Guerre.
Il mourut le 18 septembre 1850.
Constantin d'Hane était grand officier de l'ordre de Léopold, grand officier de la Légion d'honneur, etc.

## Source
- Émile Vanenbergh, « D’Hane-Steenhuyse », dans Biographie nationale de Belgique, t. VIII, 1884-1885, col. 680-682.